# 81st Street-Museum of Natural History
81st Street-Museum of Natural History is een station van de metro van New York aan de Eighth Avenue Line in Manhattan. Het station is geopend in 1932. De lijnen  maken gebruik van dit station. Het station ligt naast het American Museum of Natural History.
 ·  ·  ·  ·  ·  ·  ·  ·  · 